# Fungible Inc.
 (août 2023).
La mise en forme du texte ne suit pas les recommandations de Wikipédia : il faut le « wikifier ».
Les points d'amélioration suivants sont les cas les plus fréquents :
- Les titres sont pré-formatés par le logiciel. Ils ne sont ni en capitales, ni en gras.
- Le texte ne doit pas être écrit en capitales (les noms de famille non plus), ni en gras, ni en italique, ni en « petit »…
- Le gras n'est utilisé que pour surligner le titre de l'article dans l'introduction, une seule fois.
- L'italique est rarement utilisé : mots en langue étrangère, titres d'œuvres, noms de bateaux, etc.
- Les citations ne sont pas en italique mais en corps de texte normal. Elles sont entourées par des guillemets français : « et ».
- Les listes à puces sont à éviter, des paragraphes rédigés étant largement préférés. Les tableaux sont à réserver à la présentation de données structurées (résultats, etc.).
- Les appels de note de bas de page (petits chiffres en exposant, introduits par l'outil «  Source ») sont à placer entre la fin de phrase et le point final[comme ça].
- Les liens internes (vers d'autres articles de Wikipédia) sont à choisir avec parcimonie. Créez des liens vers des articles approfondissant le sujet. Les termes génériques sans rapport avec le sujet sont à éviter, ainsi que les répétitions de liens vers un même terme.
- Les liens externes sont à placer uniquement dans une section « Liens externes », à la fin de l'article. Ces liens sont à choisir avec parcimonie suivant les règles définies. Si un lien sert de source à l'article, son insertion dans le texte est à faire par les notes de bas de page.
- La présentation des références doit suivre les conventions bibliographiques. Il est recommandé d'utiliser les modèles {{Ouvrage}}, {{Chapitre}}, {{Article}}, {{Lien web}} et/ou {{Bibliographie}}. Le mode d'édition visuel peut mettre en forme automatiquement les références.
- Insérer une infobox (cadre d'informations à droite) n'est pas obligatoire pour parachever la mise en page.

Pour une aide détaillée, merci de consulter Aide:Wikification.
Si vous pensez que ces points ont été résolus, vous pouvez retirer ce bandeau et améliorer la mise en forme d'un autre article.
 (août 2023).
Si vous disposez d'ouvrages ou d'articles de référence ou si vous connaissez des sites web de qualité traitant du thème abordé ici, merci de compléter l'article en donnant les références utiles à sa vérifiabilité et en les liant à la section « Notes et références ».
,

Fungible Inc. est une compagnie technologique située à Santa Clara, en Californie. La société développe  du matériel et logiciel pour améliorer les performances, la fiabilité et le rendement des centres de données.

## Histoire
La compagnie a été fondée en 2015 par Pradeep Sindhu, cofondateur et scientifique en chef de Juniper Networks, Bertrand Serlet précédent senior vice president de l'ingénierie logicielle chez Apple.
En février 2017, la société a levé un total de $32 million.Un tour de table mené par Mayfield Fund, Walden Riverwood Ventures et Battery Ventures.
En juin 2019, un nouveau financement de $200 millions mené par SoftBank Vision Fund, plus Norwest Venture Partners et investisseurs existants. Alors il y avait 200 employés.
En septembre 2019, Fungible annonce le recrutement du précédent CTO de Dell et IBM Dr Jai Menon comme scientifique en chef.
En juillet 2021, Fungible annonce le recrutement d'Eric Hayes remplaçant Pradeep Sindhu comme CEO.
En janvier 2023, Microsoft annonce l'acquisition de Fungible pour conforter son infrastructure de data center et leurs unités de calcul.